# Římskokatolická farnost Mikulovice u Pardubic
Římskokatolická farnost Mikulovice u Pardubic je územním společenstvím římských katolíků v pardubickém vikariátu královéhradecké diecéze.

## O farnosti

### Historie
První zmínka o kostele v Mikulovicích je z roku 1384. Na konci třicetileté války byl kostel vypálen protestantskou švédskou armádou. Kostel byl následně opraven jen provizorně a postupně chátral. Nakonec bylo rozhodnuto o jeho zboření. Následně byl vybudován kostel jako úplná novostavba v letech 1768-1769. Od druhé poloviny 20. století byla farnost administrována ex currendo, nejprve z Třebosic a později z Pardubic.

#### Přehled duchovních správců
- do r. 1992 D. Klement František David, O.Praem. (ex currendo z Třebosic)
- od r. 2005 A.R.D. Mgr. Antonín Forbelský (ex currendo z Pardubic)

### Současnost
Farnost je administrována ex currendo z Pardubic.
| Kostel                         | Místo                 | Bohoslužba             | Bohoslužba             | Poznámka        |
| ------------------------------ | --------------------- | ---------------------- | ---------------------- | --------------- |
| Kaple sv. Andělů strážných     | Dražkovice            | neslouží se pravidelně | neslouží se pravidelně | obecní kaple    |
| Kostel sv. Václava             | Mikulovice u Pardubic | neděle                 | 10.30                  | farní kostel    |
| Kaple                          | Ostřešany             | neslouží se pravidelně | neslouží se pravidelně | obecní kaple    |
| Kostel Stětí sv. Jana Křtitele | Tuněchody             | neslouží se pravidelně | neslouží se pravidelně | filiální kostel |